# Francaltroff
Francaltroff település Franciaországban, Moselle megyében. Lakosainak száma 759 fő (2022. január 1.). Francaltroff Erstroff, Freybouse, Grostenquin, Hellimer, Léning, Montdidier, Neufvillage, Vahl-lès-Bénestroff és Virming községekkel határos.

## Népesség
A település népességének változása:
| Lakosok száma | 563  | 564  | 615  | 739  | 743  | 753  | 771  | 776  | 778  | 759  |
|               | 1968 | 1982 | 1990 | 2006 | 2013 | 2015 | 2017 | 2019 | 2020 | 2022 |